# Ines Talbi
Ines Talbi est une autrice, compositrice, interprète et actrice canadienne.

## Biographie
Inès Talbi naît au Québec de parents amazighs (berbères) et grandit à Montréal-Nord. Elle est la sœur cadette de l'artiste Elkahna Talbi, dite Queen Ka,. Son enfance est marquée par les univers des émissions télévisions de la scénariste Isabelle Langlois.
Auteure-compositrice-interprète, elle sort son premier album Boarding Gate en 2012. Elle a également participé à bande originale du spectacle Réversible du cirque Les 7 doigts de la main.
Elle assure la mise en scène de plusieurs projets musicaux, tels que La Renarde : sur les traces de Pauline Julien ou La marée de Tire le Coyote.
Elle incarne Maman et Lapin dans les saisons 2 et 3 d'Alix et les Merveilleux.
Elle reçoit en 2021 la Bourse du Nouveau Monde, du TNM.
En 2024, Elkahna et Inès Talbi collaborent pour la mise en scène de la pièce Incendies, de Wajdi Mouawad,,.